# ライヴ・イン・カワサキ 2010
『ライヴ・イン・カワサキ  2010』(原題：Official Bootleg Series Vol. 3: Live in Kawazaki, Japan 2010)は2013年に日本で発売されたユーライア・ヒープのライヴ・アルバムである。

## 概要
元々は『Official Bootleg Series Vol. 3: Live in Kawazaki, Japan 2010』というタイトルで2011年3月に海外で発表されていた作品で、2013年にメンバーのトレヴァー・ボルダーが逝去した折にその追悼盤として国内盤がリリースされた。内容は2010年に行われたバンド3回目の来日公演を収めたもので、目玉として『悪魔と魔法使い』（1972年発表）の完全再現や特別ゲストミッキー・ムーディの参加が挙げられる。
日本盤ボーナス・トラック2曲収録（2011年3月19日スイス公演より）

## 収録曲
| #   | タイトル                                        | 作詞・作曲                                                         | 時間  |
| --- | ----------------------------------------------- | ------------------------------------------------------------------ | ----- |
| 1.  | 「ウェイク・ザ・スリーパー - Wake the Sleeper」 | ミック・ボックス、フィル・ランゾン                                 | 5:23  |
| 2.  | 「オーヴァーロード - Overload」                 | ボックス、ランゾン                                                 | 5:49  |
| 3.  | 「肉食鳥 - Bird of Prey」                       | ボックス、ケン・ヘンズレー、デビッド・バイロン、ポール・ニュートン | 3:56  |
| 4.  | 「略奪 - Stealin' 」                            | ヘンズレー                                                         | 6:43  |
| 5.  | 「ラヴ・イン・サイレンス - Love in Silence」    | ボックス、ランゾン                                                 | 7:51  |
| 6.  | 「魔法使い - The Wizard」                       | ヘンズレー、マーク・クラーク                                       | 3:56  |
| 7.  | 「時間を旅する人 - Traveller in Time」          | ボックス、バイロン、リー・カースレイク                             | 3:25  |
| 8.  | 「安息の日々 - Easy Livin' 」                   | ヘンズレー                                                         | 2:59  |
| 9.  | 「詩人の裁き - Poet's Justice」                 | ボックス、ヘンズレー、カースレイク                                 | 4:33  |
| 10. | 「連携 - Circle of Hands」                      | ヘンズレー                                                         | 6:23  |
| 11. | 「虹の悪魔 - Rainbow Demon」                    | ヘンズレー                                                         | 4:53  |
| 12. | 「オール・マイ・ライフ - All My Life」          | ボックス、バイロン、カースレイク                                   | 3:56  |
| 13. | 「楽園/呪文 - Paradise/The Spell」              | ヘンズレー                                                         | 12:28 |

| #   | タイトル                                                        | 作詞・作曲                 | 時間  |
| --- | --------------------------------------------------------------- | -------------------------- | ----- |
| 1.  | 「雨に寄せる抒情 - Rain」                                       | ヘンズレー                 | 5:10  |
| 2.  | 「フリーン・イージー - Free 'n' Easy」                          | ボックス、ジョン・ロートン | 2:31  |
| 3.  | 「ジプシー - Gypsy」                                            | ボックス、バイロン         | 4:27  |
| 4.  | 「対自核 - Look at Yourself」                                   | ヘンズレー                 | 8:35  |
| 5.  | 「エンジェルス・ウォーク・ウィズ・ユー - Angels Walk with You」 | トレヴァー・ボルダー       | 6:37  |
| 6.  | 「シャドウ - Shadow」                                           | ランゾン                   | 3:52  |
| 7.  | 「七月の朝 - July Morning」                                     | ヘンズレー、バイロン       | 13:27 |
| 8.  | 「黒衣の娘 - Lady in Black」                                    | ヘンズレー                 | 7:13  |
| 9.  | 「幻想への回帰 - Return to Fantasy」                            | ヘンズレー、バイロン       | 4:52  |
| 10. | 「サンライズ - Sunrise」                                        | ヘンズレー                 | 5:00  |

## 演奏
- バーニー・ショウ - ボーカル
- ミック・ボックス - ギター
- トレヴァー・ボルダー - ベース
- ラッセル・ギルブルック - ドラムス
- フィル・ランゾン - キーボード

- ミッキー・ムーディ - スライド・ギター